# O Livro da Selva (anime)
Mogli - O Livro da Selva (ジャングルブック　少年モーグリ - Janguru Bukku Shōnen Mōguri) é uma série de anime criada pela Nippon Animation e baseada no livro O Livro da Selva de Rudyard Kipling. A série foi transmitida no Japão pela TV Tokyo entre 2 de outubro de 1989 até 10 de outubro de 1990. 
Em Portugal a série foi emitida pela SIC em 1992, e depois pela TV Record Europa em 2013. No Brasil o anime nunca foi exibido na televisão brasileira, e sim distribuído através de VHS/DVD pela Paris Filmes.

## Enredo
Esta série apresenta as aventuras do jovem Mogli,Mowgli, criado por lobos na selva indiana, que se aventurou na selva de Cyconie para escapar da supervisão de seus pais quando eles tinham apenas alguns dias de vida. Ele foi encontrado pela primeira vez por Kaa a cobra que não tem comido, a fim de cumprir a lei da selva que não atacam os seres humanos. Embora tenha sido criado na família de lobos, a mãe Louri, o considera seu próprio filho, tentando salvá-lo de Shere Khan, o tigre manco. Oito anos se passam, Mogli é muito ligado a seus irmãos lobos Backus, Shura, Lala e seus companheiros inseparáveis Baloo e Baghera. A última é a neta de Akela, o líder da matilha. Alguns lobos não aceitam Mogli como sua própria família. Ele deve passar o teste da cerimônia de aceitação para provar que merece ser um lobo.
Um dia, quando Mogli escapa da floresta, ele cai em uma armadilha de elefante. Um velho quer salvá-lo, mas Mogli acha que ele é ruim. Ele está convencido de outra forma depois de alguns dias ao seu lado. Um ano se passa, Mogli encontra o velho com sua menininha Messua. Ela o ensina a viver na sociedade com os seres humanos. Na sequência do acidente do avô, Mogli entra na aldeia de homens, onde era mais ou menos aceito no clã. Um caçador mentiroso patológico chamado Bouldeo diz que as pessoas da aldeia tem um monte de mentiras a fim de ter respeito e impressioná-lo. Quando Mogli diz que ele está mentindo, ele corre o risco de deixar a vila quando ele traz a pele de Shere Khan, logo após o assassinato. Poucos dias após a saída de Mogli, a família em que foi adotada está prestes a ser levada para o sótão. Mogli fica desconfiado dos dois caçadores: Bouldeo e Garo. Este passa a ser o amigo de Bouldeo. Uma vez que a aldeia foi destruída pelos animais da selva, Mogli deixa a selva para ir para a cidade chamada Kaniwara, uma grande cidade no deserto da Índia. Ele está preso por Garo que após a crença equivocada na ajuda torna-se seu amigo. Ele fez isso apenas para vendê-lo em um circo localizado em uma das maiores cidades da Índia, Abouldala. Mogli escapa por pouco após ser perseguido pelo chefe de Garo. Quando ele voltou para a selva, alguns dias depois, Akela é ferido e morre pouco depois. Um dia, Mogli encontra sua família e decide reconstruir a aldeia. Os aldeões, implorando seu perdão, ajudam e aceitam Mogli. Uma vez que a aldeia é reconstruída, Mogli diz adeus à selva e passa a viver permanentemente com os humanos na companhia de Baghera.

## Episódios
1. O livro da selva
2. O nascimento de Mogli o menino lobo
3. O filho de Alexandre
4. A lei da selva
5. Um novo amigo
6. A armadilha
7. As terras do norte
8. O regresso de Baloo
9. Mais valioso do que a lei
10. O lobo solitário
11. A fome
12. A missão perigosa
13. O regresso dos heróis
14. A vila amaldiçoada
15. Os seres humanos
16. O coração partido
17. Mogli se vai
18. Sozinho na selva
19. O regresso
20. O desgosto
21. A trégua
22. O primeiro tigre
23. A lei do mais forte
24. Caçadores solitários
25. O foragido
26. Ameaças à selva
27. Um líder para o clã
28. A coragem de uma mãe
29. Inimigos invisíveis
30. O grande combate
31. O novo líder
32. O reencontro
33. O amigo de Mogli
34. A vila do clã dos homens
35. A adoção
36. Contos da lua
37. Poucas lágrimas antes da batalha
38. A batalha decisiva
39. Adeus Messua
40. A invasão dos cães vermelhos
41. Emboscada no vale da morte
42. A análise de Messua
43. Messua está em perigo
44. Bagheera dá um concerto
45. A vila dos demônios
46. A cidade
47. A fuga
48. A tristeza
49. O último combate
50. A dança dos elefantes
51. De volta ao lar
52. Adeus, Mogli

## Elenco

### Seiyūs
- Urara Takano - Mowgli
- Banjou Ginga - Baloo
- Hiroya Ishimaru - Bagheera
- Issei Futamata - Tabaqui
- Mari Yokoo - Luri
- Masaru Ikeda - Alexander
- Miki Itou - Kichi
- Shigezou Sasaoka - Shere Khan
- Youko Matsuoka - Akru
- Yuusaku Yara - Vermillion
- Yuzuru Fujimoto - Akela
- Ai Orikasa - Lala
- Akiko Yajima - Meshua (também conhecida como Jumeirah)
- Akio Ohtsuka - Sandah
- Asami Mukaidono - Mãe de Baloo
- Bin Shimada - Nil (também conhecida como Sanjay)
- Daisuke Gōri - Hathi
- Eken Mine - Boggy
- Hideyuki Umezu - Dusty
- Ikuya Sawaki - Pai de Chill/Linda
- Kazue Ikura - Mãe de Kichi
- Keaton Yamada - Kaa
- Kenichi Ogata - Buldio
- Masahiro Anzai - Bacchus
- Masashi Hirose - Tha
- Michihiro Ikemizu - Pai de Mogli
- Naoko Watanabe - Linda
- Norio Iwanoto - Bunt (também conhecida como Grizzle)
- Ryuuji Saikachi - Fargas
- Shigeru Nakahara - Sura
- Tomoko Numakata - Mãe de Mogli
- You Yoshimura - Log
- Yuko Sasaki - Sally

### Dobragem Portuguesa
- Isabel Ribas - Mowgli
- Joel Constantino - Baghera
- Carlos Vieira de Almeida - Baloo
- Rui de Sá - Akela
- António Montez - Alexander
- Helena Isabel - Mãe Loba
- Rui de Sá - Sura
- Helena Isabel - Akru
- Carmen Santos - Lala[4]

### Dublagem Brasileira
- Diego Rastichong - Mogli[5]

## Música
O tema de abertura e encerramento japonês, "Get UP ~Aio Shinjite~ (Levante-se ~Eu Acredito no Amor~)" e "Chikyuu No Ko (地球の子 lit. "O Filho da Terra") foram interpretados pelos vocalistas Toshiya Igarashi e Shiori Hashimoto.  A música do anime Grimm: Histórias - Encantar foi utlizada neste anime também. O tema da abertura portuguesa foi dobrado a partir do tema inglês.

## Lançamento em VHS/DVD
Em Portugal A Prisvideo lançou 4 DVDs da série com 3 episódios cada, os mesmos que foram lançados em VHS, A Editora Unimundos também lançou a série em DVD mas com outra dobragem. No Brasil, a série foi lançada em VHS e depois em DVD pela Paris Filmes, com o selo Cine Kids, contendo 2 episódios.